# 猛鬼差館
《猛鬼差館》是一部於1987年出品的香港鬼怪喜劇，此乃劉鎮偉首部执导的电影。

## 故事大纲
香港某间警署，在三十年前曾是一个日本侵略香港时的军营。後來日本戰敗，不少日本军官在警署切腹自盡。据说他们阴魂不散，魂魄依然逗留在这所警署，并会在盂兰节当天出没。
金麦基（张学友饰）与孟超（许冠英饰）都在这所警署駐守，但他们一直不相信警署的传说。直到在孟兰节当天他们亲眼目睹疑犯蛇仔明（楼南光 饰）因遇到太阳在他们面前化作了灰土，原来蛇仔明在监狱内误闯俱乐部并遇见了鬼魂，更被鬼魂威胁要把僵尸军官三宅大佐（左颂昇饰）帶離俱樂部，蛇仔明更被大佐咬而变成了僵尸。这时，他们才相信警署内的确有阴魂的事实。
他们把情况报告上司正想查明真相，又遇到了一女子疑似被僵尸咬后死去了。一场警察与厉鬼间的较量正式开始……

## 演员表
| 演員   | 角色           | 粵語配音 | 備註               |
| 张学友 | 金麦基         | 鄧榮銾   | 警員               |
| 許冠英 | 孟超           | 馮永和   | 警員               |
| 樓南光 | 蛇仔明         | 盧雄     | 慣犯積犯           |
| 胡枫   | 阿信           | 胡枫     | 警司               |
| 司马燕 | 美麗           | 沈小蘭   | 警員 阿信警司秘書  |
| 刘镇伟 | 同性恋者(鬼)   |          |                    |
| 左颂昇 | 三宅大佐吸血鬼 |          |                    |
| 陈家齐 | Fanny Ho       | 盧素娟   | 督察               |
| 陳劍雲 | 廚房忠         | 金貴     | 差館飯堂廚師       |
| 馮敬文 | 華叔PC3661     | 賈鳳梧   | 警犬阿歡主人       |
| 駿雄   |                | 陳永信   | 便衣警員           |
| 沈火新 |                | 金貴     | 交通警員           |
| 李道揚 |                | 陳永信   | 交通警員           |
| 钟发   | 钟发白         | 盧雄     | 士多老闆，驅鬼師傅 |

## 錯誤地方
胡楓飾演的角色阿信警司，其身穿制服上的官階實際為總督察。

## 外部連結
- 香港影庫上《猛鬼差館》的資料（繁體中文）
- 豆瓣电影上《猛鬼差館》的資料 （简体中文）
- 開眼電影網上《魁星踢斗》的資料（繁體中文）
- 互联网电影数据库（IMDb）上《猛鬼差館》的资料（英文）
- 爛番茄上《猛鬼差館》的資料（英文）